# مات مارتن (لاعب هوكي الجليد)
مات مارتن (بالإنجليزية: Matt Martin)‏ هو لاعب هوكي الجليد أمريكي، ولد في 30 أبريل 1971 في هامدن في الولايات المتحدة.

## وصلات خارجية
- مات مارتن على موقع دوري الهوكي الوطني (الإنجليزية)
- مات مارتن على موقع EliteProspects.com (الإنجليزية)
- مات مارتن على موقع HockeyDB.com (الإنجليزية)
- مات مارتن على موقع Hockey-Reference.com (الإنجليزية)
- مات مارتن على موقع أوليمبيديا (الإنجليزية)